# Tatarpur Lallu
Tatarpur Lallu là một thị trấn thống kê (census town) của quận Bijnor thuộc bang Uttar Pradesh, Ấn Độ.

## Nhân khẩu
Theo điều tra dân số năm 2001 của Ấn Độ, Tatarpur Lallu có dân số 5967 người. Phái nam chiếm 54% tổng số dân và phái nữ chiếm 46%. Tatarpur Lallu có tỷ lệ 71% biết đọc biết viết, cao hơn tỷ lệ trung bình toàn quốc là 59,5%: tỷ lệ cho phái nam là 77%, và tỷ lệ cho phái nữ là 63%. Tại Tatarpur Lallu, 14% dân số nhỏ hơn 6 tuổi.